# Botxí americà
El botxí americà (Lanius ludovicianus) és una espècie d'ocell de la família dels lànids (Laniidae) que habita zones obertes d'Amèrica del Nord], des del sud del Canadà, a Alberta, Nova Brunswick i Nova Escòcia, cap al sud, a través dels Estats Units fins a la major part de Mèxic.